# FK Astana
Astana Fýtbol Klýby kazahstanski je nogometni klub iz Astane. Trenutačno se natječe u Kazahstanskoj Premijer ligi. Svoje domaće utakmice igra na Astana Areni.

## Uspjesi
- Kazahstanska Premijer liga[3]
  - Prvak (7): 2014., 2015., 2016., 2017., 2018., 2019., 2022.
  - Doprvak (5): 2009., 2013., 2021., 2023., 2024.

- Kazahstanski nogometni kup[3]
  - Osvajač (3): 2010., 2012., 2016.
  - Finalist (1): 2015.

- Kazahstanski nogometni superkup[3]
  - Osvajač (6): 2011., 2015., 2018., 2019., 2020., 2023.
  - Finalist (4): 2013., 2016., 2017., 2021.